# Else-Frenkel-Brunswik-Institut
Das Else-Frenkel-Brunswik-Institut für Demokratieforschung in Sachsen (kurz: EFBI) ist ein interdisziplinäres Forschungsinstitut an der Universität Leipzig. Es wurde im Herbst 2020 gegründet und ist dem Zentrum für Globalisierungs- und Transformationsforschung Leipzig Research Centre Global Dynamics (ReCentGlobe) administrativ zugeordnet. Gründungsphase und erste Projektanläufe fanden unter den Bedingungen der Corona-Pandemie statt.

## Namensgebung
Benannt ist das Institut nach der aus Österreich stammenden Psychoanalytikerin Else Frenkel-Brunswik (1908–1958), Mitautorin der Studie The Authoritarian Personality (1950). Ihre Forschungen zur autoritären Persönlichkeit und zu kognitiver Dissonanz bilden eine theoretische und methodische Grundlage für das EFBI und fließen in die sozialpsychologische Komponente seiner Arbeit ein.

## Leitung
Direktor des Instituts ist der Sozialpsychologe Oliver Decker, der seit 2002 die biennalen Leipziger Autoritarismus-Studien (LAS) initiiert und leitet. Stellvertretende Direktoren sind der Soziologe Johannes Kiess und die Psychologin Fiona Kalkstein. Die Begutachtungskommission hebt hervor, dass Decker und sein Team trotz befristeter Förderlinien binnen kurzer Zeit drittmittelgeförderte Forschungsvorhaben etabliert und eine solide Infrastruktur aufgebaut haben.

## Forschungsprofil
Das EFBI untersucht antidemokratische Einstellungen, Formen autoritärer Ressentiments und rechtsextreme Dynamiken in Sachsen und darüber hinaus in Deutschland. Die Arbeit gliedert sich in drei Bereiche:

### Einstellungsforschung
Zentral ist die alle zwei Jahre erscheinende Leipziger Autoritarismus-Studie (LAS), seit 2002 in Kooperation mit  Elmar Brähler durchgeführt (bis 2021 unter dem Namen Leipziger Mitte-Studie). Auf Basis von Face-to-Face-Befragungen von jeweils etwa 2.500 Personen werden Indikatoren wie Autoritarismus, Rechtsextremismus, Ethnozentrismus, Antisemitismus und Gruppenbezogene Menschenfeindlichkeit gemessen und fachlich ausgewertet.

### Forschung in Konflikträumen
Regionale Studien zu demokratischen Konfliktdynamiken in Leipzig, Erzgebirge und Oberlausitz nutzen Mixed-Methods-Designs und partizipative Ansätze. Dabei werden zivilgesellschaftliche Akteure eingebunden, um lokal relevante Phänomene in ihrer sozialen Verankerung zu verstehen.

### Monitoring und Dokumentation
Monitoring antidemokratischer Mobilisierung, vor allem in digitalen Netzwerken, erfolgt in Kooperation mit der Amadeu Antonio Stiftung. Ziel ist die systematische Dokumentation demokratiegefährdender Narrative und deren Verbreitungsstrukturen.

## Wissenstransfer und Beratung
Das Institut bietet psychosoziale Beratung, Workshops und Fortbildungen für Kommunen sowie zivilgesellschaftliche Initiativen. Publikationen wie Policy Papers, Digital Reports und das Open-Access-EFBI-Jahrbuch gewährleisten die Verbreitung empirischer Erkenntnisse in Politik und Öffentlichkeit. Formate wie das „Blaue Sofa“ fördern den direkten Dialog zwischen Wissenschaft und Entscheidungsträgern.

## Evaluation
Eine vom Sächsischen Staatsministerium der Justiz und für Demokratie beauftragte interdisziplinäre Kommission evaluierte das EFBI 2023/24 in einem mehrstufigen Verfahren (Selbstbericht, Online-Sitzungen, Begehung vor Ort, Feedbackschleifen). Die Gutachterinnen und Gutachter würdigten insbesondere:
- die hohe gesellschafts- und demokratiepolitische Relevanz der Forschung und Transferleistungen
- die wissenschaftliche Methodik, insbesondere die Qualität der Face-to-Face-Befragungen und Mixed-Methods-Ansätze
- die schnelle Etablierung eines interdisziplinären Netzwerks mit nationalen und internationalen Partnern
- den innovativen Transfer, u. a. Open-Access-Publikationen und partizipative Formate

Auf Basis dieser Befunde empfahl die Kommission einstimmig die Verstetigung des EFBI durch institutionelle Landesförderung gemäß „Fördererlass Demokratie-Institut“ (7. August 2020) sowie Maßnahmen zur Personalentwicklung und langfristigen Planungssicherheit, darunter eine dauerhafte Finanzierung wissenschaftlicher und administrativer Stellen.

## Beispiele für Projekte
- Konfliktraum Leipzig (2017–2019): Analyse demokratischer Handlungsspielräume in städtischen Konflikten.
- Leipziger Autoritarismus-Studie (seit 2002): Biennale, repräsentative Befragungsreihe zu Autoritarismus und Rechtsextremismus.[2]
- Monitoring antidemokratischer Mobilisierung in sozialen Medien (z. B. Telegram) in Kooperation mit Amadeu Antonio Stiftung.